# Sommet de l'OTAN de mai 1997
Pour un article plus général, voir Sommet de l'OTAN.
Le sommet de l'OTAN Paris 1997 ou sommet OTAN-Russie est un sommet de l'OTAN, conférence diplomatique réunissant en session extraordinaire à Paris, en France, le 27 mai 1997, les chefs d'État et de gouvernement des pays membres de l'Organisation du traité de l'Atlantique nord.
Le sommet est marqué par la signature d'un accord historique, malgré de complexes négociations, avec la Russie sur de nouvelles relations après la guerre froide ainsi que sur l'élargissement de l'alliance. La signature eut lieu en présence des 16 chefs d'états des pays membres de l'alliance et du président russe Boris Eltsine au palais de l'Élysée.